# Камертон (эталон высоты)
Камерто́н (нем. Kammerton, англ. concert pitch) — эталон высоты звука, применяемый в практике музыкального исполнительства для соотнесения звука заданной частоты с избранным музыкальным звуком — как правило, со звуком a1 (ля первой октавы). В современной России музыканты-практики для обозначения эталона высоты используют слово «строй» в значении «тон настройки» (инструмента, голоса, хора).
Для фиксации и воспроизведения эталона начиная с XVIII в. используется небольшое устройство одноимённого названия (в России конца XVIII века оно называлось словом «стройник»).
Единого абсолютного физического эталона для относительного музыкального звука не существует. Ныне для исполнения академической музыки в ряде стран (в том числе в России) принят стандарт a1 = 440 Гц. Использовавшиеся в прежние времена стандарты высоты отличаются от нынешнего вплоть до целого тона (вниз или вверх).

### Эталоны высоты в XVII—XVIII вв.
Термин Kammerton (букв. камерный звук) возник от названия фиксированной по высоте настройки, применявшейся в камерной инструментальной музыке Германии в XVII—XVIII вв. Согласно М. Преториусу, камерный тон «применяется для увеселения публики в ходе застолья и пиршеств» («vor der Taffel und in Conviviis zur fröligkeit gebraucht»).
Для настройки хора и органа в то же время использовался другой эталон, который назывался «хоровым тоном» (Chorton) или «органным тоном» (Orgelton). В 1612 г. хоровой тон М. Преториус описывал как звук, лежащий целым тоном ниже камерного. Около 1700 г. под влиянием французских деревянных духовых инструментов камерный тон (во Франции описывавшийся как фр. ton de chapelle) распространился в Германии и стал ниже хорового тона. Эту перемену описал (в книге 1752 г.) И. И. Кванц. Ещё раньше (в словаре 1732 г.) на это же указал знаменитый немецкий лексикограф И. Г. Вальтер.
До начала XVIII в. измерения камертона были относительными (в выражениях типа «на полтона выше чем…», «на тон ниже чем…»). Благодаря исследованиям выдающегося физика Ж. Совёра высоту звука стали измерять точно. Таким образом, тон a1 в оркестре Парижской оперы в 1704 г. был измерен как 405,3 Гц. Первый прибор камертон (1711), разработанный в Англии, имел частоту звука a1=419 Гц.

### Другие исторические стандарты высоты
В России с конца XVIII в. до 1885 г. применялся так называемый «петербургский камертон»: a1 = 436 Гц (впервые был измерен работавшим в Петербурге итальянским композитором и дирижёром Дж. Сарти). В 1885 г. на Международной конференции в Вене (т.наз. нем. Stimmtonkonferenz) в качестве эталона был признан «нормальный тон» (нем. Normalton), а именно a1 = 435 Гц.
Ныне для исполнения академической музыки, написанной с середины XIX в. по сей день, принят стандарт a1 = 440 Гц, который был установлен на лондонской конференции по стандартизации (ISA) в 1939 г. и в 1953 г. утверждён Международной организацией по стандартизации (ISO). Звук указанной частоты издают современные (акустические) камертоны, (электронные) тюнеры и прочие приборы, применяющиеся для настройки музыкальных инструментов.

### Эталон высоты в аутентичном исполнительстве
В исполнениях старинной музыки современные аутентисты используют различные эталоны. Для барочной музыки в целом распространён стандарт a1 = 415 Гц (примерно на полтона ниже «обычного фортепианного» ля). Этот стандарт не опирается на какой-либо один или «самый истинный» старинный источник (теоретический трактат и т. п.), но принят музыкантами-исполнителями по негласному консенсусу. Кроме того, в музыке барокко, где заняты музыкальные инструменты, применяются
- для североитальянского барокко (Габриели, Монтеверди и т. п.) a1 = 460 Гц и выше[8]
- для французского и южноитальянского барокко a1 = 392 Гц
- для венской классики (Моцарт, Гайдн и т. п.) и раннего романтизма (ок. 1750—1850) a1 = 430 Гц
- для исполнения немецкой хоровой и органной музыки XVII в. a1 = 415 Гц

Ещё более сложен вопрос об эталоне высоты в музыке Ренессанса. Видный британский музыковед Дейвид Вулстен, например, приводит весьма убедительные аргументы в пользу того, что в английской церковной полифонии XVI века ля звучало на полтора тона выше, чем современное ля (440 Гц). При этом хормейстеры, специализирующиеся на этом репертуаре, считают исполнение в такой транспозиции практически нереальным, как, например, П.Филлипс, который в интерпретациях своего коллектива «Tallis Scholars» придерживается более скромной транспозиции на целый тон вверх.
Таким образом, разброс эталонных высот для настройки инструментов и хора в интерпретациях аутентистов весьма значителен. Субъективно аутентистские интерпретации воспринимаются как «пониженные» или «повышенные» (вплоть до целого тона) по отношению к «привычной» высоте звука. Это обстоятельство (особенно если интервал сдвига не соответствует точно равномерно темперированному — «фортепианному» — полутону) причиняет физиологическое неудобство обладателям абсолютного слуха.